# Silene nutans
Silene nutans es una especie de planta de flores perteneciente a la familia Caryophyllaceae. Nativa del Reino Unido principalmente del condado de Nottingham.

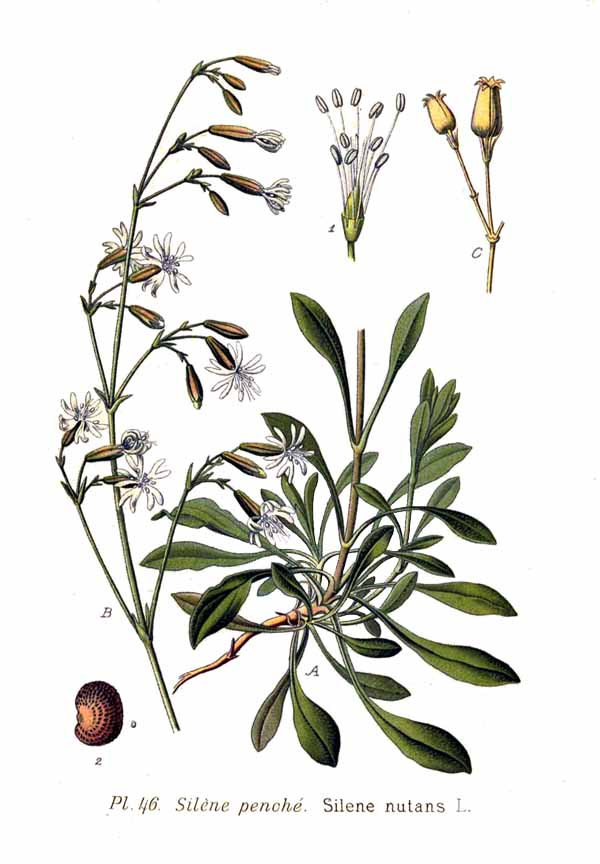
Ilustración

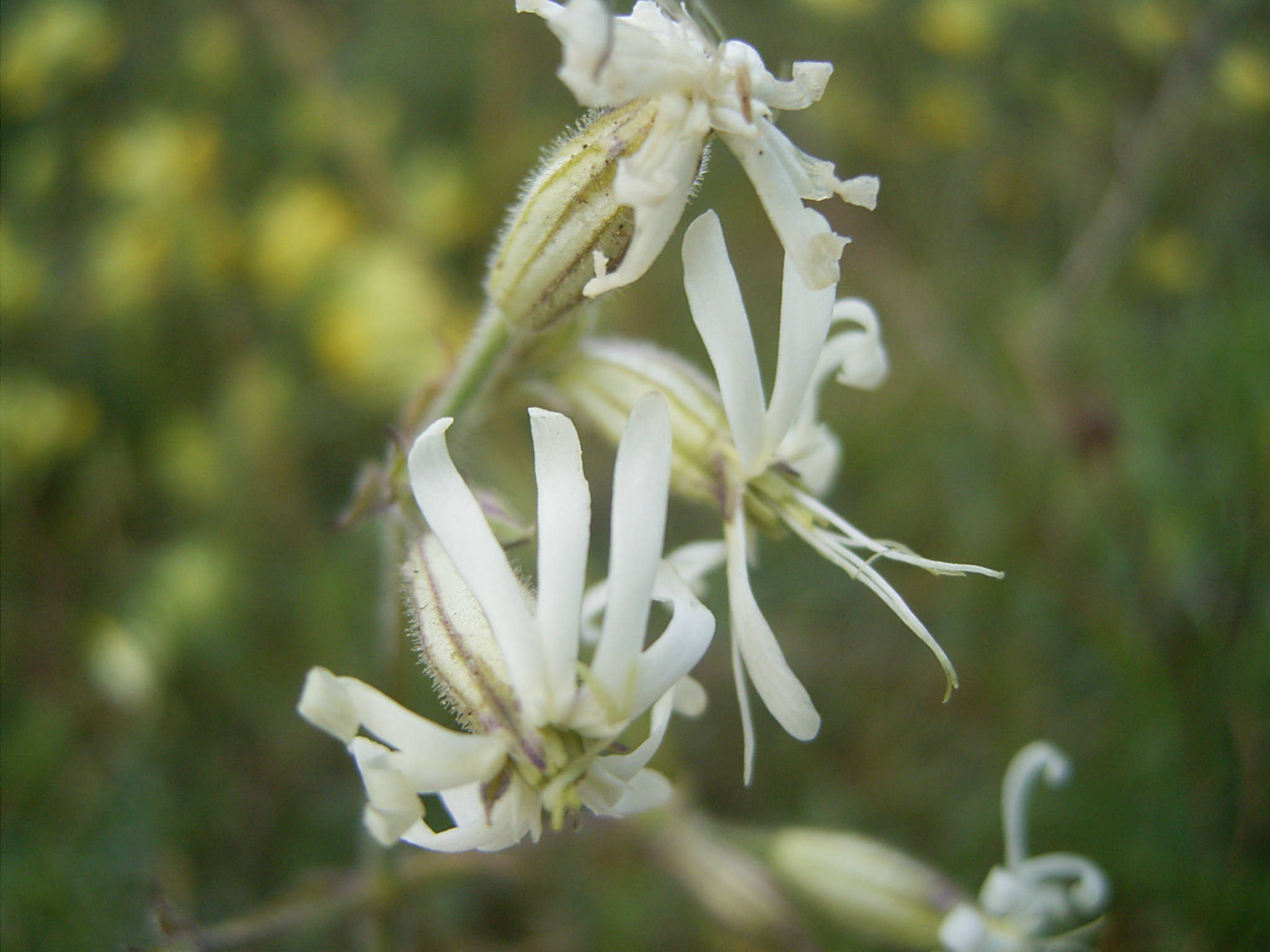
Detalle de la flor

## Descripción
Es una planta herbácea que alcanza los 20-50 cm de altura.Con flores de color blanco agrupadas en inflorescencias en las cimas. El fruto es una cápsula. Es especie muy variable. Florece de mayo a julio. 

## Distribución y hábitat
Habita sobre rocas, riscos costeros, muros, laderas secas en casi toda Europa. En España es común en melojares.

## Taxonomía
Silene nutans fue descrita por Carlos Linneo y publicado en Species Plantarum 1: 417. 1753.
Citología
Número de cromosomas de Silene nutans (Fam. Caryophyllaceae) y táxones infraespecíficos: 2n=24
Etimología
El nombre del género está ciertamente vinculado al personaje de Sileno (en griego Σειληνός; en latín Sīlēnus), padre adoptivo y preceptor de Dionisos, siempre representado con vientre hinchado similar a los cálices de numerosas especies, por ejemplo Silene vulgaris o Silene conica. Aunque también se ha evocado (Teofrasto via Lobelius y luego  Linneo)  un posible origen a partir del Griego σίαλoν, ου, "saliva, moco, baba", aludiendo a la viscosidad de ciertas especies, o bien σίαλος, oν, "gordo", que sería lo mismo que la primera interpretación, o sea, inflado/hinchado.
nutans; epíteto latino que significa "con cabeza".
Sinonimia
- Cucubalus nutans Lam.
- Cucubalus quadrifidus Pollini
- Cucubalus rubens Roth
- Oncerum nutans Dulac
- Otites nutans Opiz
- Silene brachypoda Rouy
- Viscago nutans Fourr.

subsp. dubia (Herbich) Zapal.
- Silene dubia Herbich
- Silene olgiana B. Fedtsch.

subsp. livida (Willd.) Jeanm. & Bocquet
- Silene livida Willd.[4]
- Silene pelidna Rchb.
- Silene viridella (Otth) Link[5]